# Bitwa pod Kozianami
Bitwa pod Kozianami – walki grupy płk. Stanisława Nałęcza-Małachowskiego z oddziałami 53. i 8 Dywizji Strzelców w czasie majowej ofensywy wojsk Michaiła Tuchaczewskiego w okresie wojny polsko-bolszewickiej.

## Przebieg działań

### Działania wojsk przed bitwą
14 maja 15 Armia Augusta Korka i Grupa Północna Jewgienija Siergiejewa uderzyły na pozycje oddziałów 8 Dywizji Piechoty i 1 Dywizji Litewsko-Białoruskiej w ogólnym kierunku na Głębokie, a 16 Armia Nikołaja Sołłohuba wykonała uderzenie pomocnicze w kierunku Mińska.
W rejonie Lepla i Uszacza oddziały 1 Dywizji L-B i 13 pułku piechoty z 8 Dywizji Piechoty nie wytrzymały uderzenia  4., 11., 56. i 5 Dywizji Strzelców i rozpoczęły odwrót.
21 maja 1 Armia gen. Stefana Majewskiego została wzmocniona ściągniętą z rejonu Wilna 10 Dywizją Piechoty. Dywizja ta obsadziła linię obronną  między Szarkowszczyzną a Kozianami. Umożliwiło to wycofującym się 8 DP i 1 DLB oderwanie się od przeciwnika i zreorganizowanie oddziałów. 
23 maja rozpoczął się ogólny odwrót wojsk polskich na linię Dryssa – Przedbrodzie – Duniłowicze – Budsław – rzeka Serwecz – Milcza – rzeka Omniszewka. 

### Walki grupy płk. Małachowskiego
Grupa płk. Małachowskiego obsadzała front między jeziorem Bohin a linią kolejową Głębokie – Święciany. Kozian broniły kompanie techniczne 28. i 30 pułku piechoty oraz pododdziały 13 pułku ułanów. 
28 maja sowiecka 8 Dywizja Strzelców (6.?) uderzyła na Kiziany i zepchnęła Polaków na skraj miasteczka. 
W tym czasie walcząca na południe od grupy płk. Małachowskiego polska 8 Dywizja Piechoty wycofała się do rejonu Miadziołek i tym samym sowiecka 53 Dywizja Strzelecka wyszła na skrzydło grupy Małachowskiego.
Pod Kozianami skoncentrowały się: 28., 30. i 21 pułk piechoty. Polskie pułki do wieczora toczyły ciężkie walki z nacierającym przeciwnikiem. 
Nocą z 28 na 29 maja grupa otrzymała rozkaz odwrotu na linię „starych okopów niemieckich”.
30 maja na Koziany koncentrycznie uderzyły 28 i 30 pułk piechoty. II/30 pp obszedł ugrupowanie nieprzyjaciela i uderzył na jego tyły.
Spowodowało to wybuch paniki i jego bezładną ucieczkę.

## Bilans walk
Oddziały grupy płk. Małachowskiego odzyskały Koziany. Uchwycono także nieuszkodzony most na Dziśnie oraz tabory wyładowane żywnością i amunicją. Koziany stanowiły dogodną rubież do natarcia w ramach czerwcowej polskiej kontrofensywy nad Berezyną.
Sowieci stracili 170 jeńców i 7 cekaemów